# Патрон центрального воспламенения

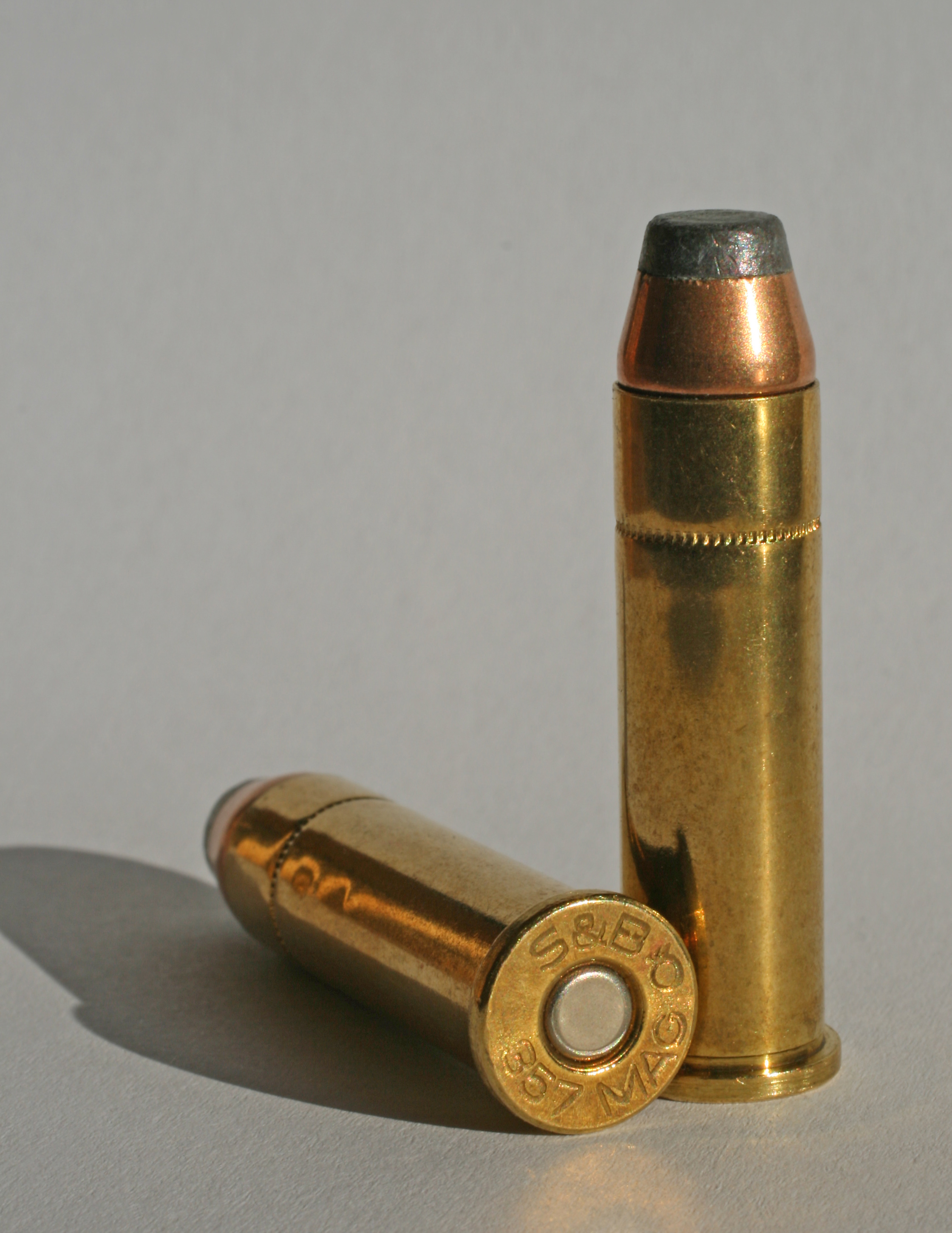
Патрон центрального воспламенения .357 Магнум

Слева направо: патроны центрального воспламенения с капсюлями системы Боксера и Бердана, а также один из типов патронов бокового воспламения

Патрон центрального воспламенения (патрон центрального боя) — наиболее широко распространённый класс боеприпасов для огнестрельного стрелкового оружия. В отличие от патронов кольцевого воспламенения, в боеприпасах центрального воспламенения капсюль располагается в центре дна гильзы и представляет собой независимый заменяемый элемент.
Исторически, патроны центрального воспламенения вытеснили патроны кольцевого воспламенения во всех категориях, кроме самых малых калибров. Среди основных причин такого положения вещей следует отметить высокую надежность, устойчивость к внешним воздействиям и возможность реализовать высокие боевые характеристики, по сравнению с патронами кольцевого воспламенения.
Большинство современных массовых патронов принадлежат к этому классу. Однако определенную популярность сохраняют патроны кольцевого воспламенения, например 22 LR.